# Desert Blue
Desert Blue est un film américain réalisé par Morgan J. Freeman, sorti en 1998.

## Fiche technique
- Musique : Vytas Nagisetty
- Directeur de la photographie : Enrique Chediak (en)
- Montage : Sabine Hoffmann
- Distribution des rôles : Susan Shopmaker
- Création des décors : David Doernberg
- Direction artistique et décorateur de plateau : Amy Beth Silver
- Création des costumes : Trish Summerville
- Producteurs : Michael Burns, Nadia Leonelli, Andrea Sperling
- Sociétés de production : HSX Films et Ignite Entertainment
- Sociétés de distribution : The Samuel Goldwyn Company (Amérique du Nord) • Samuel Goldwyn Films (en) (États-Unis, 1999)
- Genre : Comédie dramatique
- Pays de production :  États-Unis
- Durée : 90 minutes
- Dates de sortie : 
  - Canada : 12 septembre 1998 (Toronto International Film Festival)
  - États-Unis : 4 juin 1999 • 18 juin 1999 (Atlanta Film and Video Festival)
  - Australie : 5 avril 2000 (vidéo)

## Distribution
- Casey Affleck : Pete Kepler
- Brendan Sexton III : Blue Baxter
- Kate Hudson : Skye Davidson
- Christina Ricci : Ely Jackson
- John Heard : Prof. Lance Davidson
- Ethan Suplee : Cale
- Sara Gilbert : Sandy
- Isidra Vega : Haley Gordon
- Peter Sarsgaard : Billy Baxter
- Rene Rivera : Dr. Gordon
- Lee Holmes : Deputy Keeler
- Lucinda Jenney : Caroline Baxter
- Jerry Agee : Insurance Agent
- Daniel von Bargen : Sheriff Jackson
- Richmond Arquette : Truck Driver
- Michael Ironside : Agent Frank Bellows
- Nate Moore : Agent Red
- Ntare Mwine : Agent Green
- Aunjanue Ellis : Agent Summers
- Fred Schneider : KBLU Radio DJ (voix)
- Liev Schreiber : Mickey Moonday (voix)
- MacDaddy Beefcake : Telly Clems (voix)
- Chris Gannon : Voix supplémentaires (voix)
- Don Leslie : Voix supplémentaires (voix)

## À noter
- Il s'agit du premier film sorti en salles dans lequel joue Kate Hudson, bien qu'elle eût déjà tourné un film (Ricochet River).
- Casey Affleck et Kate Hudson se retrouveront l'année suivante pour 200 Cigarettes et dix ans plus tard pour The Killer Inside Me.